# Мпумаланга
Мпумала́нга (англ. Mpumalanga) — одна из провинций Южно-Африканской Республики. До 24 августа 1995 года называлась Восто́чный Трансва́аль. До 1994 года входила в состав провинции Трансвааль. Название провинции в переводе с языка зулу означает «место, где восходит солнце».

## География
Мпумаланга расположена на северо-востоке ЮАР. Граничит с Мозамбиком (на востоке), Свазилендом (на юго-востоке), а также с провинциями ЮАР: Лимпопо (на севере), Гаутенг (на западе), Фри-Стейт и Квазулу-Натал (на юге). Площадь составляет 76 495 км² (8-е место из 9 провинций страны).
На территории провинции Мпумаланга находится часть национального парка «Крюгер». Близ города Барбертон (у границы со Свазилендом), находится ударный кратер диаметром ок. 500 км, образовавшийся 3,26 млрд лет назад (архей), после падения на Землю астероида диаметром 37—58 км.

## Население

Плотность населения:
<1 /км²
1–3 /км²
3–10 /км²
10–30 /км²
30–100 /км²
100–300 /км²
300–1000 /км²
1000–3000 /км²
>3000 /км²

Языки провинции:
Африкаанс
Английский
Южный ндебеле
Коса
Зулу
Северный сото
Тсвана
Свати
Тсонга
Нет преобладающего языка

По данным переписи 2007 года население провинции насчитывало 3 643 435 человек. По данным на 2011 год оно составляет 4 039 939 человек. Около 30 % населения Мпумаланги говорит на языке свати, около 26 % — на языке зулу, 10,3 % — на ндебеле, 10,2 % — на северном сото и 11,6 % — на тсонга. Чёрные составляют 92 % населения Мпумаланга, белые — 6,8 %, цветные — 0,8 %, азиаты — 0,4 %.

## Административное деление
Провинция Мпумаланга разделена на три района:
- Херт-Сибанде
- Нкангала
- Эхланзени

которые, в свою очередь, подразделяются на 17 местных муниципалитетов.

## Экономика
Важное место в экономике провинции занимает сельское хозяйство, основными культурами которого являются: кукуруза, пшеница, сорго, ячмень, подсолнечник, соя, арахис, чай, сахарный тростник, овощи, цитрусовые и др. Природные пастбища занимают около 14 % территории Мпумаланга. Основными продуктами животноводства являются: говядина, баранина, шерсть, птица и молочные продукты. Полезные ископаемые, добываемые в провинции включают: золото, платину, кремний, хром, сурьму, кобальт, медь, железо, марганец, олово, магнезит и др. Золото было впервые обнаружено на территории Мпумаланга в 1883 году в районе современного города Барбертон, где оно добывается и сегодня. Имеет место целлюлозно-бумажная промышленность.